# (36627) 2000 QM165
2000 QM165 (asteroide 36627) é um asteroide da cintura principal. Possui uma excentricidade de 0.19205250 e uma inclinação de 3.66234º.
Este asteroide foi descoberto no dia 31 de agosto de 2000 por LINEAR em Socorro.